# Micuru Ušidžima
Micuru Ušidžima (牛島 満 Ušidžima Micuru, 31. července 1887, Kagošima – 22. června 1945, Okinawa) byl japonský generál, který sloužil v první světové válce, druhé čínsko-japonské válce a v druhé světové válce. Známý je především jako velitel 32. japonské armády na Okinawě, kde proslul svoji vynalézavou obranou v bitvě na konci války.

## Životopis
V roce 1887 se narodil nedaleko Tokia. Po studiu na vojenské akademii v Tokiu sloužil od svých 22 let jako důstojník pěchoty v japonské císařské armádě. Jako nižší důstojník sloužil během první světové války v Číně při krátkém dobývání tamějších německých držav. Tehdy prokázal velké taktické nadání.
V meziválečném období sloužil v Mandžusku, kde velel nejprve praporu a později celému pluku. Sloužil také v generálním štábu japonské císařské armády.
V roce 1940 již v hodnosti generálmajora velel pěší divizi. V roce 1942 ji vedl během japonské invaze do Barmy. V létě téhož roku byl v hodnosti generálporučíka jmenován velitelem vojenské akademie v Tokiu.
Počátkem roku 1944 dostal za úkol zorganizovat obranu ostrova Iwodžima před očekávaným náporem Američanů. V srpnu 1944 byl jmenován velitelem nově vytvořené 32. armády na Okinawě. Při obraně ostrova se rozhodl opustit tradiční japonskou taktiku typu „nejlepší obrana je útok“ nebo taktiku Banzai a rozhodl se vést obrannou válku „evropským stylem“. Na jihu ostrova vytvořil tři silné obranné linie sestávající z bunkrů, kulometných stanovišť, děl, minometů, zákopů a rozsáhlého podzemního systému opevnění. V dubnu 1945, když se američtí vojáci vylodili na ostrově, se Ušidžima rozhodl nebránit pobřeží, které bylo již šest dní před vyloděním vystaveno zničujícímu ostřelování z moře a ze vzduchu. Jakmile však Američané postoupili na jih ostrova, setkali se s neobyčejně silným odporem. Boje trvaly ve vzduchu i na moři až do 21. června 1945. V bezvýchodné situaci spáchal Micuru Ušidžima společně se svým poradcem Isamu Čó 22. června 1945 seppuku.